# Walkendorf
Walkendorf é um município da Alemanha, situado no distrito de Rostock, no estado de Mecklemburgo-Pomerânia Ocidental. Tem 68,62 km² de área, e sua população em 2019 foi estimada em 888 habitantes.